# Giuseppe Rabboni
Giuseppe Rabboni   (Cremona, 16 de juliol de 1800 - Varenna, 10 de juny de 1856) fou un flautista, compositor i professor italià, fundador de l'escola de flauta de Milà.

## Biografia
Giuseppe Rabboni va ser, el 1808, el primer membre del Conservatori de Milà (va estudiar la flauta a la classe de l'oboista i el fagotista Giuseppe Buccinelli) i es va graduar brillantment el 1817. Una fantàstica carrera de concerts va començar immediatament en duo amb el gran clarinetista Ernesto Cavallini. Primera flauta al Teatre de la Scala, a partir del 1827 esdevingué titular de la classe de flauta al Conservatori, classe que aconseguí obrir com a instrument autònom. Entre els seus nombrosos alumnes destaca Angelo Panzini i el famós Antonio Zamperoni, el seu successor a La Scala i al Conservatori. Giuseppe Verdi a si mateix, entusiasta sobre la reducció i adaptació de la seva obra Il trovatore per a flauta, violí i el piano, publicades per Ricordi en 1854, li va donar una dedicació autògraf en una de les puntuacions, el que demostra el gruix i la qualitat de la feina de la "Estimat mestre Rabboni", com el va definir el mateix Verdi.

## Personalitat artística
Com a compositor va escriure essencialment passatges per al seu instrument, peces originals, fantasies sobre motius d'obres teatrals, duets, tros i quartets, però sobretot va traduir i editar l'edició italiana - "amb importants complements" - del mètode francès de Berbiguier. Des del punt de vista tècnic es va orientar cap a les flautes alemanyes i austríaques, especialment les flautes de Ziegler.